# 清河郡
清河郡，或為清河國、甘陵郡、甘陵國，中國古代的郡、國。

## 建置沿革

### 漢朝
漢高帝九年（前198年），分鉅鹿郡置清河郡，屬趙國，領縣有：清陽、東武城、繹幕、靈、厝、鄃、贝丘、信成、𢘿題、東陽、繚、復陽、南曲、脩市、東昌、觀津。漢景帝三年（前154年），趙國除，清河郡屬漢。
漢景帝中三年（前147年），立皇子劉乘為清河王，改清河郡為清河國。漢武帝建元五年（前136年），清河王薨，無後，國除為清河郡，後屬冀州刺史部。元朔二年（前127年），廣川國推恩置蒲領、棗彊二侯國，別屬清河郡。
元鼎四年（前113年），徙封代王劉義為清河王，復改為清河國。汉昭帝始元六年（前81年），推恩置蒲領、南曲二侯國，別屬勃海郡等鄰郡。汉宣帝本始四年（前70年），推恩置脩市、東昌、新鄉、脩、東陽五侯國，別屬勃海郡、信都郡等鄰郡。地節四年（前66年），清河王因罪廢，國除為清河郡。
漢元帝初元二年（前47年），立皇弟劉竟為清河王，復改為清河國。永光元年（前43年），徙封中山王，復改為清河郡。至此，清河郡領十四縣（侯國）：清陽（今河北省清河县东南）、東武城、繹幕、靈、厝、鄃、貝丘、信成、𢘿題、東陽、繚、復陽、棗彊、信鄉。
新朝時，清河郡改稱平河郡。
漢章帝建初四年（79年），清河郡游、觀津二縣改屬樂成國。建初七年（82年），廢皇太子劉慶為清河王，改清河郡為清河國。安帝永初元年（107年），分清河國置廣川國。建光元年（121年），廣川郡併入清河國。至此，清河國領七縣：甘陵（舊名厝，今山东省临清市东北）、貝丘、東武城、鄃、靈、繹幕、廣川。桓帝建和二年（148年），因梁冀恶清河之名，改為甘陵國。獻帝建安十一年（206年），國除為甘陵郡。

#### 東漢甘陵王

##### 劉理
甘陵威王刘理（？–172年），為河间孝王劉開之孙，安平孝王刘得之子，東漢第1任甘陵王。
梁冀杀清河王刘蒜，讨厌清河之名。漢桓帝建和二年（148年）六月，改清河国为甘陵国。梁太后立刘理为甘陵王（治所在甘陵县，今山东省临清市东北），奉孝德皇刘庆（汉安帝之父清河孝王）祀。
汉灵帝熹平元年（172年），劉理去世，在位25年，諡號為「威」。
劉理有1個兒子，劉定。

##### 劉定
甘陵贞王刘定（？–176年），為安平孝王刘得之孙，甘陵威王劉理之子，東漢第2任甘陵王。
汉灵帝熹平元年（172年），劉理薨，刘定嗣位为甘陵王（治所在甘陵县，今山东省临清市东北）。劉定在位四年，汉灵帝熹平五年（176年）十二月，劉定薨，在位4年，諡號為「贞」。
劉定有1個兒子，劉忠。

##### 劉忠
甘陵獻王刘忠 （？–189年），為甘陵貞王劉定之子，東漢第3任（末任）甘陵王。
汉灵帝熹平六年（177年），刘定过世，刘忠嗣为王。中平元年（184年）二月，黄巾起义爆发，甘陵国百姓杀国相冯巡，抓住刘忠响应黄巾军，然后释放。汉灵帝念他是宗亲，下诏复刘忠封国。
刘忠在位13年，中平六年（189年）七月薨，谥號為献。其嗣子先前为黄巾军所害。建安十一年（206年），甘陵王国因无后被废除。
刘忠在位末年，刘虞曾担任其国相。

### 魏晉北朝
魏文帝黃初三年（222年），封皇子曹貢為清河王，改甘陵郡為清河國（此後蜀漢仍遙稱為甘陵郡、甘陵國）。黃初四年（223年），國除為清河郡。
晉武帝咸寧三年（277年），封皇子司馬遐為清河王，復改為清河國。領六縣：清河、東武城、繹幕、貝丘、靈、鄃。永嘉之亂後，國除為清河郡。
十六國時期，清河郡先後為後趙及其殘餘勢力（314年－353年）、前燕（352年－370年）、前秦（370年－385年）、後燕（385年－396年）所有。後趙時，清河郡移治貝丘（今山東省臨清市東南）。前燕時，清河郡移治貝丘縣平晉城。前秦時，清河郡移治武城（今山東省武城縣西北）。
北魏太武帝太平真君三年（442年），繹幕縣併入武城縣。孝文帝太和十三年（489年），析置侯城縣。太和二十一年（497年），復置繹幕縣。太和中，靈、鄃二縣改屬平原郡。中興中，繹幕縣改屬安德郡。至此，清河郡領清河、貝丘、侯城、武城四縣。
東魏孝靜帝天平元年（534年），清河郡改屬司州。北齊文宣帝天保七年（556年），貝丘縣併入清河縣，改稱貝丘縣；侯城縣併入武城縣；省廣宗郡，其所領廣宗、武強二縣改屬清河郡；陽平郡清淵縣改屬清河郡。至此，清河郡領貝丘、武城、廣宗、武強、清淵五縣。
北周武帝建德六年（577年），改齊之司州為相州。宣政元年（578年），分相州清河郡置貝州，分清河郡廣宗、武強二縣復置廣宗郡，清河郡僅餘貝丘、武城、清淵三縣。

### 隋唐
隋文帝開皇三年（583年），廢清河郡，領縣直屬貝州。隋煬帝大業三年（607年），改貝州為清河郡，治清河縣，領十四縣：清河、清陽、武城、歷亭、漳南、鄃、臨清、清淵、清平、高唐、經城、宗城、博平、茌平。
魏永平元年（617年），改清河郡為貝州。許天壽元年（618年），復改為清河郡。夏五鳳二年（619年），復改為貝州。唐玄宗天寶元年（742年），復改為清河郡，領九縣：清河、宗城、經城、臨清、歷亭（今河北省武城县武城镇东关村）、武城（今河北省故城县建国镇宋唐庄）、漳南（今山东省武城县鲁权屯镇漳南村）、夏津（今山东省夏津县新盛店镇）、清陽（今河北省清河县谢炉镇陈二庄）。燕聖武元年（756年），復改為貝州。唐肅宗至德二載（757年），復改為清河郡。乾元元年（758年），復改為貝州。燕順天元年（759年），復改為清河郡。唐代宗寶應元年（762年），復改為貝州。

## 人口
- 漢平帝元始二年（2年），清河郡有201774戶、875422口。[24]
- 漢順帝永和五年（140年），清河國有123964戶、760418口。[6]
- 晉武帝太康中（280年－289年），清河國有22000戶。[19]
- 東魏孝靜帝武定中（543年－550年），清河郡有26033戶、123670口。[21]
- 隋煬帝大業五年（609年），清河郡有306544戶。[22]
- 唐玄宗天寶中（742年－755年），清河郡有110015戶、834757口。[25]

## 行政長官

### 清河太守（前43年－9年）
- 何武，字君公，蜀郡郫縣人，漢成帝時在任。[26]

### 平河大尹（9年－23年）
- 谷恭，常安人，新朝時在任。[27]

### 清河太守（23年－82年）
- 劉辯，一名祥，廣陵人。[28]

### 清河相（82年－148年）
- 寒朗，字伯奇，魯國薛人，漢和帝永元中在任，坐法免。[29]
- 叔孫光，漢安帝初坐臧免職。[30]
- 射暠，漢桓帝建和元年（147年）被殺。[31]

### 甘陵相（148年－206年）
- 周崇，廬江舒人。[32]
- 馮巡，漢靈帝光和七年（184年）為黃巾軍所殺。[33]
- 劉虞，字伯安，東海郯人，漢靈帝中平中在任。[34]
- 姚貢。[34]
- 涼茂，字伯方，山陽昌邑人，漢獻帝建安中在任。[35]

### 甘陵太守（206年－222年）
- 司馬芝，字子華，河內溫人，漢獻帝建安中在任。[36]

### 清河太守（223年－277年）
- 韓宣，字景然，勃海人。[37]
- 司馬孚，字叔達，河內溫人。[38]
- 任燠，樂安人。[39]
- 倪□，曹魏時在任。[40]
- 阮武，字文業，陳留人。[41]
- 王覽，字玄通，琅邪臨沂人。[42]
- 華表，字偉容，平原高唐人。[40]
- 朱育，會稽山陰人，吳末帝時遙拜。[43]

### 清河內史（289年－314年）
- 陸雲，字士龍，晉惠帝永寧元年（301年）至太安二年（303年）在任。[44]
- 馮熊，晉惠帝永興二年（305年）遇害。[45]

### 清河太守（314年－319年）
- 蔡豹，字士宣，陳留圉城人，西晉末在任。[46]

### 清河相（370年－385年）
- 郝略，前秦宣昭帝建元八年（372年）出任。[47]

### 清河太守（385年－497年）
- 丁國，後燕成武帝建興二年（387年）被殺。[48]
- 賀耕，字士龍，後燕成武帝時在任。[49]
- 傅世，北魏道武帝時在任。[50]
- 安難，遼東人，北魏太武帝時在任。[51]
- 楊真，弘農華陰人。[52]
- 薛碩明，河東汾陰人。[53]
- 高雙，遼東新昌人。[54]
- 崔宗伯，清河人，北魏宣武帝初追贈。[55]

### 清河內史（497年－520年）
- 元龍，字平城，河南洛陽人，北魏宣武帝景明中在任。[56]
- 李虔，字叔恭，隴西狄道人，北魏宣武帝正光元年（508年）棄郡奔闕。[57]
- 毕聞慰，字子安，東平須昌人，北魏宣武帝延昌初除，以疾辭。[53]
- 曹世表，字景昇，東魏郡魏人，北魏宣武帝延昌中在任。[58]
- 杜纂，字榮孫，常山九門人，北魏孝明帝初在任。[59]
- 司馬景和，河內溫人，北魏孝明帝正光元年（520年）卒官。[60][61]

### 清河內史（524年－527年）
- 楊機，字顯略，天水冀人，北魏孝明帝時在任。[62]
- 杜纂，字榮孫，常山九門人，北魏孝明帝正光末出任，孝昌三年（527年）降於葛榮。[59]

### 清河太守（527年－577年）
- 季虎，齊廣安二年（527年）出任。[58]
- 侯植，字仁幹，上谷人。[63]
- 薛乂，河東汾陰人。[64]
- 崔延伯，清河武城人。[65]
- 張遵業，代人，東魏孝靜帝天平中在任。[66]
- 崔仲文，清河東武城人，東魏孝靜帝時在任。[67]
- 辛術，字懷哲，東魏孝靜帝武定中在任。[68]
- 辛子馥，字元穎，隴西狄道人，東魏孝靜帝武定八年（550年）卒官。[69]
- 裴讓之，字士禮，北齊文宣帝天保元年（550年）出任。[70]
- 封述，字君義，渤海蓨人，北齊文宣帝天保三年（552年）出任。[71]
- 宋世良，字元友，廣平人。[72]
- 邢峙，字士峻，河間鄚人，北齊孝昭帝皇建元年（560年）出任。[73]
- 李弘節，趙郡柏人人，北齊時在任。[74]
- 崔鶤，清河武城人。[75]
- 元洪敬，河南洛陽人。[76]

### 清河郡太守（607年－619年）
- 楊雄，弘農華陰人，隋煬帝大業八年（612年）追贈。[77]

### 清河郡太守（742年－762年）
- 李憕，文水人，唐玄宗天寶初至天寶十一載（752年）在任。
- 薛融，唐玄宗天寶中在任。
- 崔審交，唐玄宗天寶十四載（755年）被殺。
- 王懷忠，唐玄宗天寶十五載（756年）城陷被擒。[78]

## 國主
- 清河哀王劉乘，前147年－前136年在位。
- 清河剛王劉義，前113年－前95年在位。
  - 清河頃王劉陽，前94年－前70年在位。
    - 清河王劉年，前69年－前66年在位。
- 清河王劉竟，前47年－前43年在位。
- 清河孝王劉慶，82年－106年在位。
  - 清河愍王劉虎威，107年－109年在位。
    - 清河恭王劉延平（繼子），110年－144年在位。
      - 清河王劉蒜，145年－147年在位。

    - 甘陵威王劉理（繼孝王），148年－172年在位。
      - 甘陵貞王劉定，173年－176年在位。
        - 甘陵獻王劉忠，177年－189年在位，206年國除。
- 清河悼王曹貢，222年－223年在位。
- 清河康王司馬遐，277年－300年在位。
  - 清河王司馬覃，301年－302年、304年－308年在位。
  - 清河王司馬籥，308年－311年在位。
- 趙王石勒，319年－330年在位，清河郡為趙國封內二十四郡之一。[79]
- 清河武侯王猛，370年－375年在位。
  - 清河侯－清河公王永，？－385年－386年在位，385年封土失陷。[80]
- 清河文獻王元懌，497年－520年在位。
  - 清河文宣王元亶，524年－536年在位，527年封土失陷。